# 克莱蒙足球俱乐部
克莱蒙足球俱乐部（法語：Clermont Foot 63），是法国中部奥弗涅大区多姆山省克莱蒙费朗市的足球俱乐部，成立于1911年。2020至2021赛季获得法国足球乙级联赛亚军，首度晋级法甲。